# نانائه کورونه
نانائه کورونه (انگلیسی: Nanae Chrono؛ زادهٔ ۱۸ ژوئن ۱۹۸۰) مانگاکا اهل ژاپن است.